# Müsli
Müsli (původně Birchermüesli nebo Müesli ve švýcarské němčině, Müsli ve spisovné němčině, [ˈmyəz̥li]) je druh pokrmu z obilnin, v některých částech světa oblíbený jako snídaně. Základní verze se skládá z tepelně neupravených ovesných vloček a ovoce. Ve Švýcarsku je jedí též jako lehkou večeři; pojmem Birchermüesli complet se pak rozumí müsli, chléb s máslem a káva s mlékem. Obsahuje vlákninu.
Müsli se připravuje ve dvou hlavních podobách: jako čerstvé a suché.

## Suché müsli
První druh müsli je sypká směs zejména ovesných vloček a kousků různého sušeného ovoce, ořechů a semínek. Běžně obsahuje i jiné obilné vločky, například pšeničné či žitné. Suché müsli je v současnosti běžně dostupné v podobě průmyslově balených směsí, ačkoli řada lidí si ráda připravuje vlastní. Existuje řada druhů müsli, například s medem, různým kořením či čokoládou. Suché müsli lze pohodlně skladovat po řadu let. Jeho příprava je rychlá, stačí je smísit s mlékem, jogurtem či ovocnou šťávou a případně kousky čerstvého ovoce.

## Čerstvé müsli
Druhý typ müsli (původní) představuje čerstvě připravená směs ovesných vloček, předem namočených ve vodě nebo ovocné šťávě, a na jemno nastrouhaného nebo rozmixovaného jablka. Mezi další obvyklé přísady patří na kousky nakrájené nebo strouhané čerstvé ovoce (např. banány, lesní plody, hrozny, mango), sušené ovoce, mléčné výrobky (např. jogurt, smetana, kondenzované mléko, čerstvý sýr, tvaroh), citronová šťáva, strouhané ořechy, semínka, koření (především skořice) a med. K přípravě čerstvého müsli není vhodné čerstvé mléko, neboť se snadno sráží působením kyselin z jablka.

## Historie
Müesli vynalezl okolo roku 1900 švýcarský lékař Maximilian Bircher-Benner pro pacienty ve své nemocnici, kde strava bohatá na čerstvé ovoce a zeleninu tvořila stěžejní část léčby. Vzorem mu prý byl podobně „podivný pokrm“, který jemu a jeho manželce podali během túry ve švýcarských Alpách. Bircher-Benner sám jídlo pojmenoval jako „d'Spys“ (švýcarská podoba německého „die Speise“, neboli pokrm). Výraz Müesli je pak zdrobnělina švýcarského podstatného jména „Mues“ (německy „Mus“), tedy kašička. Ve své současné podobě je müsli oblíbeno na Západě od 60. let 20. století v rámci rostoucího zájmu o zdravou a vegetariánskou stravu.